# サンディ・パーク
サンディ・パーク（Sandy Park）はイングランドのエクセターにあるラグビーユニオン専用スタジアム。2010-11シーズンからエクセター・チーフスの本拠地として使用している。市街地から5マイルのところにある。
ラグビーワールドカップ2015ではプールCとDの一部試合が行われた。